# Vladimir Becić
Vladimir Becić (1886-1954) fue un pintor croata, conocido por sus primeros trabajos en Múnich, que tuvo una gran influencia en la evolución del arte moderno en Croacia. Becić fue profesor en la Academia de Bellas Artes de Zagreb (1924-1947) y miembro de la Academia Croata de Ciencias y Artes desde 1934.  

## Biografía
Vladimir Becić vino al mundo en Slavonski Brod el 1 de junio de 1886. 
Inicialmente estudió derecho en Zagreb y asistió a la escuela privada de arte de Menci Clement Crnčić y Bela Čikoš Sesija. En 1905, abandonó sus estudios de derecho para dedicarse al arte, se mudó a Múnich, donde primero estudió con Heinrich Knirr, y luego en la Academia de las Artes junto con Oskar Herman, Miroslav Kraljević y Josip Račić. Este grupo de artistas croatas son conocidos como el Círculo de Múnich o los cuatro de Múnich, y son figuras muy importantes en el arte croata del siglo XX.
En 1909, fue a París, donde se inscribió en la Academia La Grande Chaumiére y trabajó como dibujante en la revista Le Rire. Regresó a Zagreb en 1910, donde realizó su primera exposición individual.  
Becić trabajó después en Osijek, Belgrado y Bitolj. Se unió al ejército serbio poco antes del estallido de la Primera Guerra Mundial. Era corresponsal de guerra y artista de la revista "L'Illustration" en el frente de Salónica, creando una serie de imágenes de los soldados y los heridos. En 1919, realizó su segunda exposición individual, también en Zagreb.
De 1919 a 1923, Vladimir Becić residió y trabajó en el pueblo de Blažuj, cerca de Sarajevo, produciendo una serie de óleos y acuarelas de paisajes, campesinos y pastores que muestran un estilo de pintura tonal cada vez más maduro utilizando formas con volúmenes y espacios redondeados. Después regresó a Zagreb, donde enseñó en la Academia de Bellas Artes (en croata: Akademija likovnih umjetnosti) (1924-1947).
En 1930, Vladimir Becić, junto con Ljubo Babić y Jerolim Miše formaron el "Grupo Tres " (Grupa trojice).  
Becić fue elegido miembro de la Academia Croata de Ciencias y Artes en 1934, en ese momento llamada Academia Yugoslava de Ciencias y Arte.
Vladimir Becić murió en Zagreb el 24 de mayo de 1954.

## Legado
Los inicios de la modernidad en el arte croata están relacionados principalmente con el ciclo de cuatro pintores de Múnich, algunas de cuyas obras clave se encuentran en la colección del Museo de Arte Contemporáneo. Estas incluyen pinturas al óleo de Vladimir Becic que datan del período 1910-1922, la fase más importante de su carrera artística, junto con las obras de principios de los años 40.
Las primeras obras de Vladimir Becić datan de la época de la escuela de Múnich y, junto con las obras de Josip Račić y Miroslav Kraljević, apuntan a una nueva dirección en la pintura moderna croata. Alejándose de los estilos académicos tradicionales, están fuertemente influenciadas por el realismo de Leibl y las obras de artistas impresionistas como Manet, cuyo trabajo vieron en una exposición de 1907. Otras influencias en ese momento fueron Velázquez y Goya. Los trabajos posteriores de Becić muestran un enfoque más cercano a Cézanne y enfatizan la estructura y las formas geométricas. Su expresión artística se centró en el modelado y la claridad. Sus bocetos al óleo, y especialmente a la acuarela, expresan la frescura de la experiencia inmediata. Utiliza una rica expresión de color y una forma de tono para un volumen fuerte.  
Algunas ideas sobre Vladimir Becić pueden derivarse de sus autorretratos, que pintó desde su juventud hasta justo antes de su muerte. Son especialmente notables ya que cubren sus épocas en Múnich, luego en París y finalmente en Osijek. En comparación con los autorretratos contemporáneos de Joseph Racic y Miroslav Kraljevic, los autorretratos de Becic son más simples, pero muestran una expresión completa. Sus primeras pinturas, sobre todo, muestran una observación precisa de la forma, el tema y el cuerpo y sus relaciones espaciales realizadas por una mano entrenada y hábil. El estilo de su trabajo posterior debe algo a la tendencia generalizada en Europa a volver a la naturaleza en todo lo cultural y artístico después de la Primera Guerra Mundial, y la influencia del postcubismo, enfatizando la importancia de la construcción. Para Becić, la naturaleza no era un refugio, sino un incentivo, un gran maestro de la vida, el orden y la organización.  
Según Miroslav Krleža, Becić ocupa un lugar merecidamente alto en la historia del arte moderno croata. Medido con Račić y Kraljević, no es simplemente uno de los tres, sino que es completamente diferente.
En 2006, la Oficina de Correos de Croacia emitió una serie de sellos que representa el arte de Croacia, uno de los cuales era el de Becic titulado Naturaleza muerta de 1909.

## Obras
- Guslar (Guslac) 1906
- Estudio de desnudo (studija akta) 1906
- Mujer desnuda delante del espejo (Ženski Akt pred ogledalom) 1906
- Roble (Hrast) 1907
- Chica desnuda en una mesa (Akt djevojcica kod stola) 1907
- Desnudo con periódico (Ženski akt s novinama) 1907
- Desnudo delante del espejo (Akt pred ogledalom) 1908
- Niña con muñeca (Djevojčica s lutkom) 1908
- Retrato de Miroslav Kraljević (Portret Miroslava Kraljevića) 1908
- Autorretrato con sombrero (Autoportret sa polucilindrom) 1908
- Bodegón (Mrtva Priroda) 1909
- Sandías (Lubenice) 1911
- Paisaje de la colina con arroyo (Planinski pejzaž s potokom) 1923
- Vera 1926
- Mujer campesina (Saljanka) 1926
- Pescador (Ribar) 1932
- Niña con flor (Djevojka s cvijecem) 1933
- Pequeños prados (sjenokoše macho) 1934
- Niño con mazorca de maíz (Dječak s kukuruzom) 1935
- Cangrejos (Rakovi) 1936
- Ragotin 1937
- Tovarenje ugljena, 1938
- Samoborski pejsaž, 1941.

## Exposiciones[7]

### Exposiciones individuales
- 1910 en Zagreb
- 1919 en Zagreb
- 1984 Vladimir Becic - Umjetnicki paviljon / Pabellón del Arte, Zagreb
- 2005 Adris Gallery, Rovinj Vladimir Becić, Svjedok Istine Postojanja[8]

### Exposiciones colectivas
- 1973 Pinturas del círculo de Múnich - Umjetnicki paviljon / Pabellón del Arte, Zagreb
- 2007 Iz fundusa galerije - Museo de Arte Moderno de Dubrovnik, Dubrovnik
- 2008 De los fondos del museo - Museo de Arte Moderno de Dubrovnik, Dubrovnik[9]

### Distribuidores
- Galerija Kaptol, Zagreb Croacia

### Colecciones públicas
- Museo de Arte Moderno de Dubrovnik, Dubrovnik, Croacia
- Galería de Bellas Artes / Galerija likovnih umjetnosti, Osijek, Osijek, Croacia
- MMSU - Museo de Arte Moderno y Contemporáneo Rijeka, Rijeka, Croacia
- Galerija Umjetnina Split, Split, Croacia[10]
- MSU Muzej Suvremene Umjetnosti / Museo de Arte Contemporáneo, Zagreb, Croacia[4]

### Galería en línea
Galería en línea de pinturas en la Galería Adris